# Ron Eldard
Ronald Jason Eldard, född 20 februari 1965 på Long Island, New York, är en amerikansk skådespelare.

## Filmografi
- Super 8 (2011)
- Ghost Ship (2002)
- Black Hawk Down (2001)
- 2000 – En handelsresandes död (TV-film)
- Mystery Alaska (1999)
- When Trumpets Fade (1998)
- Deep Impact (1998)
- Bastard out of Carolina (Horungen) (1997)
- Sleepers (1996)
- Bakersfield P.D. (1993) TV-serie

## Fotnoter
1. ↑  Internet Broadway Database, Internet Broadway Database person-ID: 72747, läst: 9 oktober 2017.[källa från Wikidata]
2. ↑  Internet Movie Database, IMDb-ID: nm0253035co0047972, läst: 23 februari 2025.[källa från Wikidata]